# Megami ni Naritai ~for a yours~
Megami ni Naritai ~for a yours~ (女神になりたい〜for a yours〜?) è un brano musicale di Masami Okui scritto da Yabuki Toshiro e dalla stessa Okui, e pubblicato come singolo il 21 marzo 2001 dalla Starchild. Il singolo è arrivato alla quarantatreesima posizione nella classifica settimanale Oricon, vendendo 7 490 copie. Il brano è stato utilizzato come sigla d'apertura della serie televisiva anime Di Gi Charat Christmas Special, Ohanami Special, Natsuyasumi Special.

## Tracce
CD singolo KIDA-208
1. Megami ni Naritai ~for a yours~ (女神になりたい)
2. Megami ni Naritai ~for a yours~ (off vocal version)
3. Only One, No.1 (Live)

Durata totale: 13:07

## Classifiche
| Classifica (2001)                        | Posizione più alta |
| ---------------------------------------- | ------------------ |
| Giappone (Classifica settimanale Oricon) | 43                 |